# كارلوس ساندوفال (دراج)
كارلوس ساندوفال (بالإسبانية: Carlos Sandoval)‏ هو دراج غواتيمالي، ولد في 21 يناير 1928.

## وصلات خارجية
- كارلوس ساندوفال على موقع أرشيف الدراجات (الإنجليزية)
- كارلوس ساندوفال على موقع أوليمبيديا (الإنجليزية)